# Американская история Икс
«Американская история Икс» (англ. American History X) — американский криминальный драматический фильм 1998 года, снятый Тони Кэем (его дебют в качестве режиссёра) по сценарию Дэвида Маккенны. В фильме снимались Эдвард Нортон и Эдвард Фёрлонг в роли двух братьев из Лос-Анджелеса, которые участвуют в движении скинхедов и неонацистов White Power. Старший брат (Нортон) отбывает три года в тюрьме за умышленное убийство, в течение этого времени реабилитируется, а затем пытается помешать своему брату (Ферлонгу) подвергнуться дальнейшей идеологической обработке. В состав второстепенных актёров входят Файруза Балк, Стейси Кич, Эллиотт Гулд, Эйвери Брукс, Итан Сапли и Беверли Д’Анджело.
Маккенна написал сценарий на основе собственного детства и опыта взросления в Сан-Диего. Он продал сценарий New Line Cinema, которая была впечатлена сценарием. Фильм Американская история Икс стал первой режиссёрской работой Кэя в художественном фильме. Бюджет фильма составил 20 миллионов долларов, съёмки состоялись в 1997 году. Перед выпуском фильма Кэй и киностудия разошлись во мнениях по поводу окончательного варианта фильма, в создании которого Нортон сыграл ключевую роль. Окончательная версия оказалась длиннее, чем предполагал Кэй, что привело к его публичному отказу от фильма, что негативно повлияло на его режиссёрскую карьеру.
Фильм, выпущенный компанией New Line Cinema, вышел в США 30 октября 1998 года в ограниченном количестве кинотеатров и вышел в широкий прокат 20 ноября 1998 года, собрав 23,9 миллиона долларов при бюджете в 20 миллионов долларов. Американская история Икс получила высокую оценку критиков, а игра Нортона и Ферлонга и послание фильма получили признание. Нортон был номинирован на несколько кинопремий, в том числе на «Оскар» за лучшую мужскую роль. К недостаткам Американской истории Икс были причислены некоторые излишне жестокие сцены насилия. Тем не менее, большинство критиков сочли, что эти сцены только придают картине большую правдоподобность. Картина занимает 311-е место в списке «500 величайших фильмов всех времён» по версии журнала Empire и 40-е в списке 250 лучших фильмов по версии IMDb. Продолжение, Африканская история Y, с Кэй в качестве режиссёра и Джимоном Хонсу в главной роли, находилось в активной разработке по состоянию на 2020 год.

## Слоганы фильма
- «Узри реальность своими глазами, когда ненависть ослепляет тебя» (англ. «See reality in your eyes when hate makes you blind»).
- «Его отец учил его ненависти. Его друзья учили его ярости. Его враги дали ему надежду» (англ. «His father taught him to hate. His friends taught him rage. His enemies gave him hope»)
- «Некоторые наследия должны прекратиться» (англ. «Some Legacies Must End»)
- «Насилие как образ жизни» (англ. «Violence as a way of life»)
- «Объединённые ненавистью, разделённые правдой» (англ. «United by hate, divided by truth»)

## Название фильма
Фильм называется так же, как и школьное сочинение «American History X», которое в начале картины чернокожий директор Боб Суини задаёт написать своему ученику Дэнни Виньярду, члену группировки НС-скинхедов, с целью изменить мировоззрение последнего. Словосочетание «American History» происходит от названия школьного предмета «американская история» (по аналогии с «новейшей историей») и также может переводиться как «история Америки» (по аналогии с «историей государства»); такой перевод более распространён.
Общепринятое русское название фильма — «Американская история Икс», однако существует альтернативный вариант от известного переводчика книг и фильмов Владимира Завгороднего — «История Америки Икс». Завгородний объясняет это тем, что по результатам проведённых им опросов «Американская история Икс» воспринимается зрителями как «История, произошедшая в Америке», а его вариант перевода имеет однозначный смысл.

## Сюжет
События фильма происходят в конце 1980-х — середине 1990-х годов. На протяжении всей картины сюжетная линия разворачивается в разных временны́х отрезках: события настоящего времени выполнены в цвете, а прошлого, представленные как воспоминания братьев-неонацистов из банды «Апостолы Христа» (англ. «Disciples of Christ») Дерека и Дэнни Виньярдов, — в чёрно-белой съёмке. В начале фильма зрителю показываются события прошлого — Дерек Виньярд убивает двоих из трёх чернокожих, пытавшихся взломать его автомобиль; далее действие происходит в настоящем времени. Учитель истории (еврей по происхождению), огорчённый последним сочинением Дэнни, написанным по книге Адольфа Гитлера «Моя борьба» об идеях национал-социализма, сообщает об этом директору школы. Чернокожий директор Боб Суини даёт Дэнни задание написать сочинение о его старшем брате по выдуманному им самим предмету «Американская история Икс», чтобы он попытался самостоятельно осмыслить события, определяющие жизнь подрастающего поколения. При этом он ставит условие, что если Дэнни не представит сочинение к следующему дню, то будет отчислен из школы. Суини уверяет Дэнни, что сочинение не попадёт в руки третьего лица. В школе Дэнни защищает белого парня от избиения темнокожими.
Боб Суини посещает совещание группы расследования по делу «Апостолов Христа», поскольку ранее был учителем Дерека и наблюдал за эволюцией его идей. Следователи просматривают архивное интервью Дерека одному из местных телеканалов после убийства чернокожим его отца, сотрудника пожарной охраны, во время тушения пожара в чёрном квартале. Следствие считает это основной причиной решения Дерека стать нацистом.
По дороге из школы Дэнни останавливается возле баскетбольной площадки, на которой играют афроамериканцы, вспоминая, что когда-то бонхеды во главе с его братом выиграли у них эту площадку в любительском матче. Затем он спешит домой, чтобы увидеться с Дереком, вышедшим тем утром из тюрьмы. Дэнни встречается с братом. Тем временем в гости к Дереку приезжает его старый приятель Сет Райан. После разговора с членами семьи Дерек и Сет отправляются на нацистскую вечеринку, а Дэнни начинает писать сочинение, положительно оценивая действия и мировоззрение брата. Среди его воспоминаний — разгром нацистами магазина, принадлежащего корейскому предпринимателю, избиение и унижение его рабочих, в числе которых корейцы, мексиканцы и афроамериканцы, оскорбление еврейского учителя (упоминался выше), приглашённого на ужин его матерью, и подробности зверского убийства чернокожих.
Это не наш грёбаный район — это поле битвы! Сегодня вечером мы все на поле боя! Решение: мы будем стоять в стороне и спокойно смотреть, как нашу страну насилуют, или же мы отправимся туда и сделаем что-нибудь против этого?
Друзья, пришедшие к Дэнни, прерывают процесс написания сочинения. С ними он отправляется на нацистскую вечеринку, где уже присутствует его брат. На вечеринке Дерек заявляет своей подруге, что отказался от нацистских идей и желает переехать в другой город, взяв её с собой, но получает отказ. После этого он заходит в кабинет к главному идеологу и наставнику нацистской группировки Кэмерону Александру. Пока Дерек отбывал наказание, Александр собрал большую «армию» бритоголовых. Дерек сообщает ему, что собирается покончить с прошлым, но в ходе разговора у него сдают нервы, когда Александр пытается переубедить его; он избивает Кэмерона и устраивает большой переполох. Бывший приятель Дерека Сет Райан направляет на него пистолет, но Виньярд отнимает его и, угрожая оружием агрессивно настроенным скинхедам, сбегает с вечеринки вместе с младшим братом.
Найдя безлюдное место, Дерек рассказывает Дэнни историю о времени, проведённом им в тюрьме, где его мировоззрение подверглось серьёзным испытаниям. Он вспоминает, как однажды в тюрьме подвергся сексуальному насилию со стороны авторитетных заключённых, с которыми ранее поддерживал хорошие отношения, поскольку отказался придерживаться их мнения и установленных ими правил; один из его новых приятелей-нацистов покупал наркотики у мексиканца и перепродавал их среди белых, но при этом никто из «своих» его не осуждал. Разочарованный в своих соратниках, Дерек пытался переубедить их и перестал с ними контактировать, за что его изнасиловали.
Единственным другом для него стал чернокожий работник прачечной, которого он до этого игнорировал. Также в тюрьме его часто навещал и морально поддерживал директор Суини, который выступил на повторном суде в поддержку Дерека и помог ему досрочно выйти на свободу. Брат убеждает Дэнни, что как среди чёрных, так и среди белых есть и хорошие, и плохие люди.
После возвращения братьев домой Дэнни продолжает писать сочинение, описывая ещё одно из событий, повлиявших на убеждения Дерека, — беседу с отцом во время семейного обеда, в которой глава семьи убеждал остальных, что в США идёт дискриминация белых, а чернокожие обладают большими правами.
На следующее утро братья завтракают в кафе, после чего Дэнни отправляется в школу, а Дерек идёт устраиваться на работу. В школьном туалете чернокожий, с которым конфликтовал Дэнни в начале фильма, расстреливает его из пистолета. Дерек, провожавший Дэнни, слышит выстрелы возле школы, бежит в здание, врывается в уборную и обнимает убитого брата. В конце фильма звучит эссе Дэнни, написанное в конце сочинения, где он цитирует последние слова Авраама Линкольна во время его инаугурационной речи в 1861 году:
Мы не враги, а друзья. Мы не должны быть врагами. Хотя узы нашей дружбы не всегда прочны, они не должны порваться. Память об этой дружбе возьмёт своё, когда в сердцах, с неизбежностью, возобладают наши лучшие чувства.Оригинальный текст (англ.)We are not enemies, but friends. We must not be enemies. Though passion may have strained, it must not break our bonds of affection. The mystic chords of memory will swell when again touched, as surely they will be, by the better angels of our nature.

## Актёры и персонажи
- Эдвард Нортон — Дерек Виньярд. В прошлом — хладнокровный и безжалостный предводитель группировки неонацистов[4]. Получает тюремный срок за жестокое двойное убийство чернокожих, признанное судом непреднамеренным, то есть самозащитой. После тюремного заключения в корне меняет свои взгляды. Очень интеллектуален[8], обладает хорошими ораторскими способностями.
- Эдвард Фёрлонг — Дэнни Виньярд. Младший брат Дерека. Восхищается нацистскими взглядами и смелостью Дерека. Продолжает деятельность брата во время его заключения. В конце фильма Дерек убеждает его отказаться от расистских принципов. Погибает, застреленный чернокожим.
- Беверли Д’Анджело — Дорис Виньярд. Мать братьев Виньярд. Больна туберкулёзом, но не оставляет привычку курить. На протяжении фильма пытается переубедить Дерека в его нацистских взглядах. Пыталась устроить личную жизнь после смерти мужа, начав общаться со школьным учителем-евреем Мюрреем, но Дерек разрушил её планы.
- Эвери Брукс — доктор Боб Суини. Чернокожий директор школы, в которой учится Дэнни и ранее учился Дерек. Сотрудничает со следствием по делу «Апостолов Христа». Убеждает Дерека покончить с нацистским прошлым и помогает ему выйти из тюрьмы досрочно. Пытается перевоспитать Дэнни.
- Стейси Кич — Кэмерон Александр. Главный наставник и идеолог неонацистов. Несколько старше остальных участников группировки. Лично не принимает участия в акциях неонацистов, но отправляет «армию» бритоголовых совершать преступления и занимается агитацией, привлекая молодых людей в ряды «Апостолов».
- Дженнифер Льен — Давина Виньярд. Сестра Дерека. Спорит и ссорится с братьями из-за их нацистских убеждений.
- Итан Сапли — Сет Райан. Приятель Дерека и Дэнни, убеждённый неонацист. Отличается от остальных скинхедов полнотой и пристрастием к фаст-фуду. Не очень умён и часто грубит окружающим.
- Эллиот Гулд — Мюррей. Школьный учитель Дэнни. По происхождению — еврей. Встречался с матерью Дерека, но был вынужден прервать отношения с ней из-за агрессивного и хамского поведения Дерека, основанного на его нацистских взглядах.
- Файруза Балк — Стейси. Подруга Дерека, нацистка. Состояла в близких отношениях с Дереком, пока он не рассказал ей об уходе из рядов скинхедов.
- Уильям Расс[англ.] — Деннис Виньярд. Погибший отец Дерека и Дэнни. Работал пожарным. Был убит чернокожим во время тушения пожара в негритянском квартале.
- Торри Гай[англ.] — Лэймонт. Чернокожий рабочий тюремной прачечной. Отличается чувством юмора и разговорчивостью.

| |  |  |  |  |  |  |
| Актёрский состав «Американской истории Икс» слева направо: Эдвард Нортон, Эдвард Фёрлонг, Итан Сапли, Файруза Балк, Эвери Брукс, Эллиот Гулд, Стейси Кич |  |  |  |  |  |  |

## Идеология
Многие критики отмечали, что фильм очень чётко раскрывает вопрос нацизма и расовой дискриминации. Еженедельник Variety отмечал, что в то время, когда большинство американских фильмов избегают таких сложных вопросов и боятся даже несчастных концовок, «Американская история Икс» очень правдоподобно раскрывает проблему нацизма в наши дни.
Предводитель неонацистской группировки Дерек Виньярд произносит агитационные речи при каждой возможности — перед налётом на супермаркет, за семейным обедом в присутствии школьного учителя-еврея Мюррея. Однако его политический радикализм, основанный на антисемитизме, проявляется лишь в сцене обеда с учителем. Дерек также подчёркивает, что уважает власть и полицию. Детективы, расследующие дело группировки НС-скинхедов, считают, что поводом, заставившим Дерека стать нацистом, послужила гибель его отца Денниса, работавшего пожарным, от рук чернокожего наркоторговца во время тушения подпольной «наркофабрики» в чёрном квартале. Однако в конце картины Дэнни поясняет, что основной причиной этому послужило существенное влияние взглядов Виньярда-старшего на проблему иммигрантов. В фильме присутствует эпизод, в котором Дэнни вспоминает, как его отец при жизни вёл откровенную расистскую пропаганду за семейным столом, а Дерек, сразу заинтересовавшись этим вопросом, соглашается с ним во всем. В сцене за обедом с отцом, равно как и в сцене просмотра криминальных хроник группой расследования по делу неонацистов, Дерек предстаёт типичным американским подростком — с длинными волосами и бейсболкой на голове, но слова Денниса вместе с эмоциональным потрясением от смерти отца сделали своё дело — он «превратился» в мощного, татуированного нацистской символикой преступника, ненавидящего чернокожих и евреев.
В журнале о кино «Lumiere» критик А. Ишонин кратко заявил:
«Американская история X» – фильм о влиянии семьи в становлении личности.
Группировка скинхедов, действующих в фильме, носит название «Disciples of Christ» (с англ. — «Апостолы Христа»), сокращённо «D.O.C.». В фильме можно увидеть, что некоторые члены группировки носят татуировки с аббревиатурой названия и логотипом банды — равносторонним крестом со вписанной окружностью («кельтским крестом»). Несмотря на явную радикальную идеологию христианства, подразумеваемую в названии, христианство как таковое в разговорах нацистов широко не затрагивается, а присутствует только в сцене с шуточным интервью Дэнни, которое у него берёт Сет Райан, где первый заявляет, что ненавидит всех, кроме протестантов..
Во время баскетбольного матча Сет Райан одет в футболку с номером 88. Это нацистский шифр для «НН» или «Heil Hitler»; «Н» — восьмая буква латинского алфавита. Во второй половине фильма Сет носит футболку с надписью «Skrewdriver» — это британская Oi!-группа, придерживающаяся идеологии нс-скинхедов «White Power» (с англ. — «Власть белых»).
Панк-группа Anti-Heroes, относящаяся к движению американских традиционных скинхедов, подала в суд на студию New Line Cinema за то, что у одного из персонажей фильма была татуировка с названием коллектива. Музыканты не пожелали иметь никаких ассоциаций с нацистами.

## Создание

### Сценарий
Сценарий к фильму написал Дэвид Маккенна; эта работа стала его дебютом. Маккенна говорил, что «Американская история Икс» без ограничений обращает внимание на уязвимые места расизма и что этот фильм — не о скинхедах или белых расистах, а о серьёзной современной трагедии, которая захватывает рядовую рабочую семью. Сам сценарист вырос на периферии бурной и отмеченной вспышками насилия панк-рок-сцены 1980-х годов, времён становления течения Oi!, когда помимо традиционных и хардкор-скинхедов начали появляться скинхеды, имеющие противоречивые первым национал-социалистические взгляды. Он был знаком с узким кругом наци-панков, и это послужило ему источником вдохновения для написания сценария к фильму. Дэвид Маккенна:
Я видел много дикого фанатизма, и он заставил меня задуматься и написать кое-что о мире ненависти. Я пытался в сценарии отметить то, что человек не рождается расистом. Он узнаёт об этом через окружающую среду и людей, которые его окружают. Меня заинтересовал вопрос: «Почему люди ненавидят и как изменить это?». Мой посыл заключается в том, что ненависть берёт начало в семье.Оригинальный текст (англ.)I saw a lot of bigotry growing up, and it made me think about writing something about the world of hate-mongers. The point I tried to make in the script is that a person is not born a racist. It is learned through environment and the people that surround you. The question that intrigued me is: why do people hate and how does one go about changing that? My premise was that hate starts in the family.
Помимо прочего, Маккенна брал интервью у скинхедов, проводил с ними много времени и наблюдал за их действиями в качестве журналиста. Он выяснил, что многие из них были выходцами из благополучных семей, но стали нацистами, связавшись с плохой компанией. Маккена сделал вывод, что ключевым моментом в их становлении всё-таки послужила семья, которая не участвовала должным образом в их воспитании. Некоторые члены их семей своим отрицательным примером оказывали на них влияние (как Дерек Виньярд на Дэнни). Результаты исследования, предпринятого Маккеной, в полной мере нашли отражение в сценарии.
Сценарий фильма заинтересовал Джона Моррисси, который без раздумий согласился продюсировать картину. Помимо сюжетной линии, его заинтересовал тот факт, что фильм может вызвать много споров, и это даст картине дополнительное продвижение.
За сценарий Маккенна был номинирован на премию «Спутник» в номинации «Лучший оригинальный сценарий».

### Съёмочный процесс и скандал
Съёмки картины проходили в Лос-Анджелесе, Калифорния. «Американская история Икс» стала первым опытом работы режиссёра Тони Кэя над полнометражным игровым фильмом — до этого он занимался съёмками видеоклипов и рекламных роликов. На главную роль был приглашён молодой, но уже достаточно известный и высоко ценимый критиками актёр Эдвард Нортон, ранее номинировавшийся на «Оскар» в номинации «Лучшая мужская роль второго плана» за игру в фильме «Первобытный страх». Специально для исполнения роли авторитетного и устрашающего Дерека Виньярда Эдвард Нортон набрал 30 фунтов (примерно 13,6 килограммов) мышечной массы. На роль Дэнни Виньярда был приглашён ещё один молодой актёр — Эдвард Фёрлонг. На тот момент он уже сыграл несколько заметных ролей, самая известная из которых — роль Джона Коннора в фильме «Терминатор 2: Судный день».
Компания New Line Cinema согласилась на утверждение Кэя в качестве режиссёра только из-за участия в картине Нортона. Кэй назвал его «самовлюблённым дилетантом» и позднее, когда фильм уже вышел в прокат, признавался, что был против участия в нём Нортона, поскольку считал его «слишком избалованным жизнью», но не имел возможности найти другого актёра из-за недостатка времени. После этого в одном из интервью Нортон сказал:
Если бы он не захотел делать фильм со мной — студия не захотела бы делать фильм с ним.
Кэй говорил, что на съёмочной площадке часто спорил с Нортоном, утверждая что он общался с ним в грубом тоне.
После монтажа режиссёр представил студии первоначальную версию фильма, состоявшую из двух часов отснятого материала. Работа привела студию в восторг, однако не понравилась самому Кэю, и он смонтировал заново, сократив фильм до 87 минут. Компании это не понравилось, и она доверила окончательный монтаж Нортону. «Быстрая, жёсткая» картина была испорчена, как говорил Кэй, кадрами, где «все плачут в объятьях друг друга». По его словам, Нортон смонтировал картину так, что его персонаж получил больше экранного времени, и это исказило весь замысел. Кэй признался, что в связи с этим был настолько зол, что ударил по стене, сломав руку. Кэй потребовал убрать своё имя из титров, заменив его псевдонимом «Алан Смити», но Гильдия режиссёров США отклонила его пожелание, как и второй предложенный псевдоним «Humpty Dumpty» (с англ. — «Шалтай-Болтай»), поскольку его использование нарушало одно из правил Гильдии режиссёров («Режиссёры, которые используют псевдонимы, не должны разглашать информации о том, почему они решили убрать своё имя из титров»). Однако Кэй рассказал о своих намерениях во время рекламной кампании фильма, подал в суд на Гильдию режиссёров и студию New Line Cinema за нарушение первой поправки конституции, потребовав в качестве возмещения морального ущерба 200 миллионов долларов. Он даже пригласил раввина, католического священника и буддийского монаха, чтобы заручиться их поддержкой, на совещание с представителями компании New Line Cinema. Кэй также оставил негативные отзывы о своём собственном фильме в еженедельнике Variety. В 2007 году он признался, что рад, что ему всё же не позволили убрать своё имя из титров.
После выхода картины Тони Кэй решил отомстить студии и добился отзыва фильма из программы кинофестиваля в Торонто, поскольку имел на это полномочия как режиссёр:
Я снимал рекламный ролик в Германии, когда услышал, что «Американскую историю Икс» допустили к участию в нём [кинофестивале в Торонто], поэтому сразу сел на самолёт, летевший в Канаду, явился в офис организатора фестиваля и потребовал, чтобы фильм убрали из программы, потому что я им недоволен. New Line просто-таки с ума сошли — это был бы такой удачный старт для картины, а я разрушил все их надежды. Для New Line я был кошмаром. Я стал общаться с ними исключительно посредством объявлений в деловой прессе.Оригинальный текст (англ.)I was shooting a commercial in Germany when I heard American History X had been accepted, so I jumped on a plane to Canada, marched into the office of the festival organiser and demanded that the film be withdrawn because I wasn't happy with it. New Line went nuts. It would have been a perfect launchpad for the movie, and I shot it down in flames. I was being a nightmare to New Line. I had started communicating exclusively through advertisements in the trade papers.
В фильме присутствует огромное количество нецензурных слов: например, слово «fuck» произносится по ходу действия картины 205 раз.

## Выход

### Кассовые сборы
Картина вышла на экраны кинотеатров США 30 октября 1998 года. В первый день фильм прошёл в 17 кинотеатрах и заработал за выходные $156 076, покрыв 2,3 % затрат на производство. После трёх дней проката картина занимала 29-е место по результатам кассовых сборов в США за неделю. Максимума по кассовым сборам за неделю картина достигла 20 ноября 1998 года, заработав $1 340 166. На тот момент «Американская история Икс» находилась на двенадцатом месте в рейтинге.
Лучшего результата по кассовым сборам фильм достиг 23 ноября 1998 года; он находился на девятом месте, уступая картинам «Враг государства», «Карапузы», «Маменькин сыночек», «Знакомьтесь, Джо Блэк», «Я всё ещё знаю, что вы сделали прошлым летом», «Осада», «Плезантвиль» и «Муравей Антц».
Фильм шёл в американских кинотеатрах с 30 октября 1998 года по 26 марта 1999 года и был показан в 513 из них. За весь период проката в США картина заработала $6 719 864, покрыв 28,1 % своего общего бюджета. В мировом прокате фильм стартовал 12 февраля 1999 года, европейские премьеры прошли в кинотеатрах Дании. За время мирового проката «Американская история Икс» собрала $17 155 263. Кассовые сборы за весь прокатный период составили $23 875 127. Учитывая, что на производство фильма было затрачено $20 000 000, можно сделать вывод, что он не имел большого успеха в прокате. В российских кинотеатрах также был показан.

### Критика
| Рейтинги                | Рейтинги |
| Издание                 | Оценка   |
| ----------------------- | -------- |
| allmovie                | [ 32 ]   |
| Internet Movie Database | [ 33 ]   |
| Empire                  | [ 34 ]   |
| Metacritic              | [ 35 ]   |
| Rotten Tomatoes         | [ 3 ]    |

В целом фильм получил высокие оценки критиков. Из восьмидесяти одного рецензента, чьи отзывы собраны на сайте Rotten Tomatoes, 88 % дали картине положительную оценку с общим консенсусом «убедительная и провокационная история, увенчанная отличной игрой Эдварда Нортона». Знаменитый американский кинокритик Роджер Эберт в рецензии, опубликованной в таблоиде Chicago Sun-Times, поставил фильму три из четырёх звёзд, назвав его «интересным, иногда убедительным и содержащим больше смысла, чем любой подобный американский фильм, как, например, „Делай, как надо!“». Кинокритик Дерек Армстронг в обзоре на allrovi также высоко оценил игру Нортона, назвав его практически неузнаваемым по сравнению с ролью шизофреника Аарона Стемплера в фильме «Первобытный страх», а также подчеркнул интересный замысел Тони Кэя насчёт использования в картине чёрно-белых кадров. Армстронг выразил уверенность в том, что фильм должен заставить зрителя переосмыслить свои предрассудки и экстраполировать сочинение «Американская история Икс» на собственную жизнь. По оценкам критиков издания, рейтинг фильма составил три с половиной из пяти звёзд. Критики агрегатора Metacritic в целом дали положительную оценку картине, назвав её «инновационной, спорной драмой о трагических последствиях расизма в семье». Среди тридцати двух обозревателей, оставивших свои рецензии о фильме на сайте, 21 дал «Американской истории Икс» положительную оценку, 8 — нейтральную и 3 оставили негативные отзывы. Таким образом, фильм получил 62 % положительных отзывов критиков, а рейтинг пользователей составил 89 %. Киновед Кристофер Брэндон писал: "Вопросы, поднимаемые в картине, должны заставить аудиторию изучить ненависть и её последствия, делая «Американскую историю Икс» «школьным уроком», который вы не можете пропустить". Скотт Тобиас из еженедельника The A.V. Club назвал фильм культовым, отметив, что режиссёр Тони Кэй, насколько возможно, искренне раскрыл расовую проблему. Тодд Маккэрти в обзоре фильма в еженедельнике Variety отметил, что проблема нацизма в наши дни раскрыта в полной мере, и назвал фильм мощным, целостным, правдивым, «отрезвляющим» и впечатляющим.
Журналистка Джэнет Мэслин из The New York Times также отметила хорошую работу Кэя и Нортона, но подчеркнула, что некоторые сцены фильма получились слишком шокирующими и излишне жестокими. Она добавила, что фильм станет «настоящим хитом для людей с крепкими нервами».
«Американская история Икс» обосновалась на высоком месте в списке 250 лучших фильмов, составленном по результатам голосования пользователей крупнейшего сайта о кинематографе Internet Movie Database. Журнал Entertainment Weekly поставил эпизод из фильма на первое место в своём рейтинге «15 сцен, которые вас преследуют». Издание отмечает: «Только одна сцена с бровкой напугает вас на всю жизнь», имея в виду эпизод, в котором Дерек Виньярд заставляет чернокожего кусать угол бордюра, после чего наносит ему смертельный удар ногой в затылок. Журнал Empire присвоил картине 311-е место в списке «500 величайших фильмов всех времён». Составитель списка подчеркнул, что пугающие сцены только придают фильму актуальность, а герой Эдварда Нортона был назван «интеллектуальным зверюгой». Американский кинокритик Джеймс Бирэрдинелли на своём сайте ReelViews оценил фильм на три звезды из трёх. Он подчеркнул, что всей своей жестокостью и мрачностью «Американская история Икс» очень правдоподобно показывает и раскрывает одну из самых актуальных и острых проблем общества, что делает фильм незабываемым. Редактор Christian Answers Брайан Эй Гросс дал картине четыре с половиной звезды из пяти и также подчеркнул излишнюю жестокость, насилие и крайне оскорбительные материалы фильма, отметив, что его общий смысл невозможно передать по-другому.
В то же время некоторые критики остались недовольны фильмом. Так, Мик Лэсэлл на страницах издания San Francisco Chronicle оценил его лишь на две из пяти звёзд, заявив, что в некоторых сценах диалоги кажутся удивительно неестественными, но гораздо хуже, по его мнению, фильм завершается. Критик издания Christian Science Monitor Дэвид Стеррит назвал отличную актёрскую игру Нортона единственным, что спасает картину от полного провала.

### Альтернативная версия
Специальное DVD-издание компании New Line Cinema включает три сцены, удалённые из оригинальной версии фильма.
- Сцена, в которой группа подростков-скинхедов преследуют на улице и доводят до слёз пожилую чернокожую женщину.
- Сцена после нацистской вечеринки, в которой Кэмерон Александр и Сет Райан заходят в кафе и обсуждают, как изменился Дерек после освобождения из тюрьмы. После беседы они пристают к чёрному парню, которого видят вместе с белой девушкой, а затем уходят. На улице ждёт машина, в которой несколько темнокожих мужчин смотрят им вслед, прежде чем отправиться за ними. Один из чернокожих говорит: «Кое-кому надерут задницу». Дальнейшие события не показаны, но позже становится известно, что на Кэмерона и Сета напали.
- Короткая сцена в конце фильма, в которой братья Виньярд заходят в кафе, где Дерек подмигивает чернокожей девушке и спрашивает её, хорошо ли он выглядит[41].

## Саундтрек
Для записи саундтрека к фильму была приглашена музыкант и композитор Энн Дадли, ставшая известной благодаря работе со многими знаменитыми режиссёрами и получившая премию «Оскар» в номинации «Лучшая музыка к фильму» за саундтрек к картине 1997 года «Мужской стриптиз». Режиссёр Тони Кэй пожелал, чтобы музыка в фильме была «мощной и элегической». Чтобы добиться нужного результата, Энн Дадли пригласила для записи симфонический оркестр и хор мальчиков. После прослушивания готового материала Кэй остался очень доволен результатом.
В одном из эпизодов фильма, когда банда «Апостолов» веселится на нацистской вечеринке, играет музыка хардкор-панк-группы Bulge, однако песни этого коллектива не вошли в официальный саундтрек.
Вся музыка написана Энн Дадли.
| №                   | Название                               | Длительность |
| ------------------- | -------------------------------------- | ------------ |
| 1.                  | «American History X»                   | 4:46         |
| 2.                  | «The Assignment»                       | 2:36         |
| 3.                  | «Venice Beach»                         | 1:28         |
| 4.                  | «Playing To Win»                       | 3:49         |
| 5.                  | «People Look at Me and See My Brother» | 1:41         |
| 6.                  | «If I Had Testified»                   | 4:05         |
| 7.                  | «A Stranger At My Table»               | 3:31         |
| 8.                  | «Putting Up A Flag»                    | 2:06         |
| 9.                  | «Raiders»                              | 3:02         |
| 10.                 | «Complications»                        | 1:38         |
| 11.                 | «Starting To Remind Me Of You»         | 1:43         |
| 12.                 | «The Right Questions»                  | 3:24         |
| 13.                 | «The Parth to Redemption»              | 2:56         |
| 14.                 | «We Are Not Enemies»                   | 2:05         |
| 15.                 | «Two Brothers»                         | 2:31         |
| 16.                 | «Storm Clouds Gathering»               | 2:04         |
| 17.                 | «Benedictus»                           | 3:35         |
| Общая длительность: | Общая длительность:                    | 48:09        |

## Награды и номинации
Информация о номинациях и наградах представлена согласно данным IMDB.
| Дата церемонии       | Премия                                             | Категория                                | Лауреаты и номинанты | Результаты |
| -------------------- | -------------------------------------------------- | ---------------------------------------- | -------------------- | ---------- |
| 21 марта 1999 года   | «Оскар»                                            | Лучшая мужская роль                      | Эдвард Нортон        | Номинация  |
| 9 июня 1999 года     | «Сатурн»                                           | Лучший киноактёр                         | Эдвард Нортон        | Номинация  |
| 1 марта 1999 года    | Ассоциация кинокритиков Чикаго                     | Лучший киноактёр                         | Эдвард Нортон        | Номинация  |
| 1999 год             | Общество независимого кино                         | Лучший киноактёр                         | Эдвард Нортон        | Номинация  |
| январь 1999 года     | Ассоциация кинокритиков Даллас/Форт-Уэрт           | Лучший киноактёр                         | Эдвард Нортон        | Номинация  |
| 1999 год             | Организация звукорежиссёров художественных фильмов | Лучшее музыкальное звучание              | Ричард Форд          | Номинация  |
| 3 января 1999 года   | Американская ассоциация онлайн-кинокритиков        | Лучший киноактёр                         | Эдвард Нортон        | Номинация  |
| 15 мая 1999 года     | Американская ассоциация политических фильмов       | Мир                                      |                      | Номинация  |
| 17 февраля 1999 года | Премия «Спутник»                                   | Лучший драматический актёр               | Эдвард Нортон        | Победа     |
| 17 февраля 1999 года | Премия «Спутник»                                   | Лучший оригинальный сценарий             | Дэвид Макенна        | Номинация  |
| 17 февраля 1999 года | Премия «Спутник»                                   | Лучшая драматическая актриса             | Беверли Д’Анджело    | Номинация  |
| 4 января 1999 года   | Ассоциация кинокритиков юго-востока США            | Лучший киноактёр                         | Эдвард Нортон        | Победа     |
| 6 марта 1999 года    | Молодой актёр                                      | Лучшая роль в исполнении молодого актёра | Эдвард Фёрлонг       | Номинация  |